# Federico Coria
Federico Coria (Rosario, 9 maart 1992) is een Argentijnse tennisspeler. Hij heeft nog geen ATP-toernooi gewonnen. Wel nam hij sinds 2020 deel aan meerdere Grand Slams. Hij heeft twee challengers in het enkelspel, en twee challengers in het dubbelspel op zijn naam staan. Guillermo Coria is zijn oudere broer. 

## Palmares

### Enkelspel
| Nr.                  | Datum             | Toernooi    | Ondergrond | Tegenstander in finale | Score         | Details |
| -------------------- | ----------------- | ----------- | ---------- | ---------------------- | ------------- | ------- |
| Verloren ATP-finales |                   |             |            |                        |               |         |
| 1.                   | 18 juli 2021      | ATP Båstad  | Gravel     | Casper Ruud            | 3-6, 3-6      | Details |
| 2.                   | 12 februari 2023  | ATP Córdoba | Gravel     | Sebastián Báez         | 1-6, 6-3, 3-6 | Details |
| Gewonnen challengers |                   |             |            |                        |               |         |
| 1.                   | 5 mei 2019        | Savannah    | Gravel     | Paolo Lorenzi          | 6-3, 4-6, 6-2 |         |
| 2.                   | 20 juni 2021      | Prostějov   | Gravel     | Alex Molčan            | 7-6(1), 6-3   |         |
| 3.                   | 28 november 2021  | Brasilia    | Gravel     | Jaume Munar            | 7-5, 6-3      |         |
| 4.                   | 26 juni 2022      | Milaan      | Gravel     | Francesco Passaro      | 7-6(2), 6-4   |         |
| 5.                   | 29 januari 2023   | Concepción  | Gravel     | Timofej Skatov         | 6-4, 6-3      |         |
| 6.                   | 17 september 2023 | Szczecin    | Gravel     | Vit Kopriva            | 6-1, 7-6(4)   |         |

### Dubbelspel
| Nr.                              | Datum          | Toernooi | Ondergrond | Partner               | Tegenstanders in finale       | Score    |
| -------------------------------- | -------------- | -------- | ---------- | --------------------- | ----------------------------- | -------- |
| Gewonnen challengers herendubbel |                |          |            |                       |                               |          |
| 1.                               | 9 oktober 2016 | Campinas | Gravel     | Tomás Lipovšek Puches | Máximo González Sergio Galdós | 7-5, 6-2 |

## Resultaten grote toernooien
| Legenda | Legenda                          |
| ------- | -------------------------------- |
| g.t.    | geen toernooi gehouden           |
| l.c.    | lagere categorie                 |
| –       | niet deelgenomen                 |
| G       | uitgeschakeld in de groepsfase   |
| 1R      | uitgeschakeld in de eerste ronde |
| 2R      | uitgeschakeld in de tweede ronde |
| 3R      | uitgeschakeld in de derde ronde  |
| 4R      | uitgeschakeld in de vierde ronde |
| KF      | uitgeschakeld in de kwartfinale  |
| HF      | uitgeschakeld in de halve finale |
| F       | de finale verloren               |
| W       | het toernooi gewonnen            |
| w-v     | winst/verlies-balans             |

### Enkelspel
| grandslamtoernooien  |      |      |      |      |
| Australian Open      | –    | 1R   | 1R   | 1R   |
| Roland Garros        | 3R   | 2R   | 1R   | 1R   |
| Wimbledon            | g.t. | 1R   | 1R   | 1R   |
| US Open              | 2R   | –    | 2R   | –    |
| ATP Masters 1000     |      |      |      |      |
| Indian Wells         | g.t. | 1R   | 2R   | 1R   |
| Miami                | g.t. | 1R   | 1R   | 1R   |
| Monte Carlo          | g.t. | –    | –    | –    |
| Madrid               | g.t. | –    | –    | –    |
| Rome                 | 2R   | –    | –    | –    |
| Montreal/Toronto     | g.t. | –    | –    | –    |
| Cincinnati           | –    | –    | –    | –    |
| Shanghai             | g.t. | g.t. | g.t. | –    |
| Parijs               | 1R   | –    | –    |      |
| olympisch            |      |      |      |      |
| Olympische Spelen    | g.t. | 1R   | g.t. | g.t. |
| statistieken         |      |      |      |      |
| totaal aantal titels | 0    | 0    | 0    | 0    |
| eindejaarsranking    | 91   | 63   | 75   |      |

### Dubbelspel
| grandslamtoernooien  |      |     |    |    |
| Australian Open      | –    | 1R  | 1R | 1R |
| Roland Garros        | 2R   | 1R  | 1R | –  |
| Wimbledon            | g.t. | –   | –  | –  |
| US Open              | –    | 1R  | 1R | –  |
| statistieken         |      |     |    |    |
| totaal aantal titels | 0    | 0   | 0  | 0  |
| eindejaarsranking    | 355  | 243 | -  |    |